# ザカート
ザカートは、イスラム教の五行の一つで、困窮者を助けるための義務的な喜捨を指す。制度喜捨あるいは救貧税とも訳される。本来の意味は「浄め」。

## ザカートとサダカ
喜捨を指す語としてはザカートとサダカがあり、現代においてはザカートを制度喜捨、サダカを自由喜捨として区別している。
コーラン（詩：9：60）で、全能のアッラーは言います、
「施しは、フカラ（貧しい人々）、アル・マサキン（貧しい人々）、そして集めるために雇われた人々（資金）のためだけのものです。そして（イスラム教に向かって）傾倒している人々の心を引き付けること。そして捕虜を解放するために;そして借金をしている人たちのために。アッラーの道のために、そして旅人（すべてから切り離された旅行者）のために。アッラーによって課せられた義務。アッラーは全知にして全知であられる。
ただしクルアーンにおいては両者とも自由な喜捨を意味した。預言者ムハンマドは「サダカ」という名で、神に仕える者の徳目として自由な喜捨を推奨していたが、義務ではなかった。のちに（630年以後）新たに従った部族に対する喜捨の義務化がおこなわれ、初代カリフたるアブー・バクル以降、現在につながる定義がウラマーらにより策定・法制化されていった。ただし、元来がムハンマド自身によっても区別されていなかったこともあり、とくに初期の文献には二つの混用が見られる。そのためサダカの性格を明らかにするため、サダカ・アッタタッウー（自発的サダカ）という二重化した言い回しが用いられることがある。
シャリーア成文化の時代のウラマーたちは、サダカよりもザカートのほうがクルアーンにで出てくる回数が多いことから、義務としての喜捨をザカート、自発的喜捨をサダカと呼んだのであろうと推測される。
下記に見られるように、ザカートというのは内容的にはムスリムに課せられた財産税で、貧者の救済を主眼におく目的税であることから、救貧税と訳されることも多い。これには「喜捨という響きからは義務的・定率的なものが感じられず、社会学的な実態を反映できない」という主張からこの語を使う研究者もいるということも挙げられるかもしれない。一方にはキリスト教の救貧税とはかなり異なることや、ザカートとサダカが、宗教的な「施し・喜捨」の観念のもと一体化してイスラム共同体の社会福祉システムとして働いている現実などから「やはり喜捨と訳すべきだ」とも考えられる。
「今日のあなたに財産を成すようになったのは、全てアッラー（の意志・働きかけ）に依るもの（その個人だけでは何ひとつ成し得なかったではないか）」故、同様に帰依する者たちへ、分け与える（ことを信仰の証とする）もの。（対比参考：LUCA3-11）

## ザカートの例
一例として、ハナフィー派の定めるところによれば、ザカートが課されるのは、ムスリムが1年以上所有している財産のうち、
- 貨幣 : 2.5％
- 家畜 : 0.8〜2.5％。ラクダやウシなど種類によって異なる。
- 果実 : ※
- 穀物 : ※
- 商品 : きわめて広義。年収の2.5％、金は5％、銀は2.5％、埋蔵財貨は20％。

とされる。
使途は、以下の者の援助に用いる。
- ジハード（聖戦）によって夫を亡くした寡婦など（発端説）
- 貧しい巡礼者
- 托鉢修行者
- 借金を返済できない者
- 乞食
- 貧しい旅行者
- 新規改宗者

※果実・穀物は、生産の方法によって課税率が異なる。天水・流水灌漑の場合は10％、人力・畜力または特別の灌漑施設を必要とする場合は5％。

## 現代の例
現代でもイスラム国家には税金として存在している。

### サウジアラビア
税金が無い国と言われているサウジアラビアにもザカート税は存在している。
憲法に相当する統治基本法にザカート税が明記されており、ザカート税法があり、所得税およびザカート税省がその徴収を担っている。
対象はサウジ人または湾岸協力会議諸国の個人事業者および法人で、外国企業との合弁の場合は、サウジ人持分部分にザカート税が、その他の部分には所得税が課税される。
サウジアラビアでは失業率は20％を超えており、多くの失業者の生活保護に当てられている。

### バーレーン
失業保険の財源とする目的で、労働者の給与から1％を徴収する方式で2007年から導入された。
これ以前にはバーレーンには税金は存在していなかったが、石油枯渇と失業率の高さから導入せざるを得ない状況に追い込まれた。
他にも各種の税金が導入されている。

## サダカの例
たとえばある男が戦争に行き、そこで死亡したとする。その妻と子供は大黒柱を失うことになり、税金に基づく社会福祉が充実していないならば生活に困窮する可能性がある。政府レベルの公的な仕組みとしてはザカートがあるが、これだけでは手が回らない可能性もある。そこで近所の人が声を掛け合い、金銭（現代なら紙幣など）を集めて回り、該当家族に直接渡す、などの行動が見られる。
政府による福祉と違い、常に顔を合わせているような間柄同士での互助システムと言える。イスラム共同体にはこういった仕組みがいくつも組み込まれている。
また、商業などで成功した人物が、慈善団体に自由意志でもって喜捨をするのもサダカである。また、さらに富裕な人物は地域共同体に対して学校などの建物をまるごと寄付することも多い。これは西洋や日本でも、学校あるいは集会場・音楽ホールの寄付などで見られる（見られた）行動であるが、これらとサダカはある点において性格を異にする。
（基本的に。……原則から言えば必ず）サダカで寄付された学校などには寄進者の名前が刻まれることはない。それは、サダカが直接富裕者から寄付されるのではなく、観念的には神（アッラー）に寄進され、それを皆が使える状態にしているゆえである。イスラム共同体においては、こういった福祉の資金も神と人との1対1の関係（人→人ではなく、人→神／神→人）のもとに動いている。「困った人のため」という水平的関係（という側面もあるにせよ）ではなく、神との垂直的関係であることは、上記のように困窮している隣人のために募金をつのるとき『神へ』という標語が用いられることからも分かる。